# Georges-Émile Lebacq
Georges Émile Lebacq (Jemappes, 26 settembre 1876 – Bruges, 4 agosto 1950) è stato un pittore belga.

## Biografia

### Una giovinezza all'avanguardia
Lebacq iniziò a dipingere a 19 anni, per lo più dei ritratti, (tutte le rare tele di questo periodo si trovano ora al Museo di Belle arti di Mons) e, al tempo stesso, pubblicò alcune poesie sulla nuovissima rivista d'avanguardia "Le Coq Rouge", di impostazione simbolista, creata da un gruppo di intellettuali: Georges Eekhoud, scrittore fiammingo francofono, Eugène Demolder, scrittore, Louis Delattre, medico e autore belga, Hubert Krains, scrittore e militante vallone ed Émile Verhaeren, poeta e scrittore.

Nell'ambiente editoriale Lebacq conobbe James Ensor, che firmò alcuni articoli ed editoriali piuttosto incisivi a favore delle tesi della rivista, Maurice Maeterlinck, Hubert Stiernet e Francis Nautet.
Nel 1899, a Bruxelles, Lebacq partecipò anche alla creazione di un'altra nuova pubblicazione: "Le Thyrse" (dal nome di un attributo dionisiaco celebrato da Baudelaire in "Spleen de Paris"), entrando poi a far parte del comitato di redazione assieme ad André Baillon, Émile Lejeune, Pol Stievenart, Léopold Rosy, Fernand Urbain e Charles Viane. Scrisse anche diversi articoli sulla pittura e alcune poesie.

Incontrò poi di nuovo gli amici del "Coq Rouge", come il poeta Émile Verhaeren, lo scrittore Camille Lemonnier, che aveva patrocinato la rivista "Le Thyrse", lo scrittore Hubert Krains e il politico Jules Destrée. E molti altri.

Durante questi anni pubblicò due raccolte di poesie: "Notti sovversive" nel 1897 (serie di poesie in prosa in stile ermetico) e "Irrisolvibili" nel 1899 (raccolta di novelle poetiche).

### Alla ricerca dei paesaggi del sole
Dopo aver esitato non poco fra l'intraprendere la carriera di poeta e scrittore e iniziare invece quella di pittore, Lebacq nel 1907 lasciò la rivista "Le Thyrse" per dedicarsi totalmente alla pittura.

Si mise quindi in viaggio con moglie e figli e si recò in Algeria, in Italia (soggiornando in particolare a Venezia) e in Medio Oriente, per poi fermarsi a Cagnes-sur-Mer, in piena Costa Azzurra, dove, fra l'altro, fece amicizia con il pittore Louis Pasteur (1876-1948). A Cagnes abitò nella Villa delle Orchidee, non lontano dalla tenuta delle Collettes, uno splendido oliveto che Pierre-Auguste Renoir aveva appena acquistato per salvarlo dalla distruzione.
Lebacq dipinse prevalentemente in Francia, anche se nel corso della sua vita ritornò per brevi periodi in Belgio, specialmente nelle Fiandre, per dipingere. Dopo la seconda guerra mondiale si trasferì definitivamente a Bruges dove visse sino alla morte. Fu sepolto nel cimitero di Wenduine, sulla costa fiamminga.
Se le prime opere di Lebacq, prevalentemente ritratti, sono di schietta matrice classicista e seguono lo stile dei pittori tradizionalisti della fine dell'800, i suoi lavori eseguiti fra il 1907 e il 1920 appaiono decisamente impressionisti. È il caso di quadri come Donna seduta in un viale del 1918, Luce d'estate a Cagnes, sempre del 1918, e Il riposo sulla terrazza. Dopo questo periodo Lebacq tornò ad un'espressione più autenticamente post-impressionista.
Non è vero, come si afferma spesso, che Lebacq sia stato un artista totalmente autodidatta. Eccellente ritrattista, pastellista e acquarellista per innato talento, egli fu comunque allievo per un anno dell'Académie Julian a Parigi nel 1920 dove ebbe come maestri Adolphe Déchernaud e Henri Royer. Ma già diversi anni prima aveva frequentato a lungo l'atelier di Louis Reckelbus (1864 - 1958), suo amico, che eccelleva nell'acquarello e nell'incisione e che, in seguito, divenne Conservatore del Groeningemuseum di Bruges.

### La Grande Guerra
Nel 1914 scoppiò la Grande Guerra. L'anno seguente Lebacq, quasi quarantenne, si arruolò volontario e raggiunse Calais. Nel 1917 passò alle dipendenze dello Stato Maggiore a La Panne, dove aveva sede il Quartier Generale. Dovette quest'assegnazione al fatto di essere uno dei "pittori dell'esercito", nella famosa Sezione artistica dell'armata belga. Assieme a lui vi erano altri 26 artisti, fra i quali Fernand Allard l'Olivier, Alfred Bastien, Léon Huygens, Armand Massonet e Pierre Paulus. Durante il conflitto Lebacq partecipò alla "Mostra dei pittori del Fronte belga" (1917).
Tornò dalla guerra assai provato, e inoltre una brutta sorpresa lo attendeva a Bruges: il suo atelier era stato saccheggiato dai soldati tedeschi già nel 1915. Tredici anni di lavoro distrutti. Le sue tele, i suoi disegni, le sue acqueforti, tutto era stato portato via. Ciononostante riprese a dipingere con tenacia, nelle mani una tavolozza nuova e nella mente l'obiettivo di diventare un pittore di quadri da chiesa.

### Il pittore della dolce armonia
Fu così che Lebacq fu definito da un critico d'arte.
Lavorando con gli acquarelli, le sanguigne, i pastelli e il carboncino («È il carboncino che mi ha insegnato a dipingere», usava dire sempre) realizzò opere come Abandon, per la quale ottenne il premio della giuria al Salon des artistes français del 1927, Rue du corbeau, Vieilles maisons à Fumes e la Femme au miroir. In effetti, prima dell'ultima guerra Lebacq espose moltissimi quadri al Salon e al Gran Palais di Parigi.
Durante il suo lungo soggiorno in Francia Lebacq frequentò Denys Puech, scultore francese direttore di Villa Medici dal 1921 al 1933 e membro eletto dell'Accademia di Belle arti dal 1905, nonché il cantante lirico Charles Panzéra (1896-1976) dal quale sua figlia Henriette prese lezioni di canto. Per sdebitarsi Lebacq regalò al cantante un quadro-vetrata con il suo ritratto.

In occasione della Mostra personale di Lebacq alla Galleria del "Journal" di Parigi nel 1923, Denys Puech scrisse di lui:
Lebacq morì a Bruges nel 1950. Aveva 74 anni.
Nel 1957 il Museo di Belle arti di Mons ha allestito una sua retrospettiva.

## Opere

### Periodo belga e periodo provenzale
- Petite dune - (Piccola duna)
- Une Ferme en Flandre - (Una fattoria in Fiandra)
- Pignon à Reninghe - (Ingranaggio a Reninghe)
- La rue du Corbeau - (La via del corvo)
- Neige à Bruges - (Neve a Bruges)
- Chaland à Bruges - (Chiatta a Bruges)
- Canal à Bruges - (Canale a Bruges)
- Á Knocke - (A Knocke)
- Rochers, Matinée à La Bocca - (Rocce, Mattinata a La Bocca)
- L'olivier à Cros-de-Cagnes - (L'olivo a Cros-de-Cagnes)
- Lumière d'été à Cagnes-sur-Mer - (Luce d'estate a Cagnes-sur-Mer)
- Sous les Oliviers - (Sotto gli olivi)
- Nuage sur les Collettes - (Nuvole su Les Collettes)
- La Jarre Bleue - (La giara blu)
- A Cros-de-Cagnes - (A Cros-de-Cagnes)
- Femme assise dans une allée - (Donna seduta in un viale)
- Nuit à Saint Paul du Var - (Notte a Saint Paul du Var)

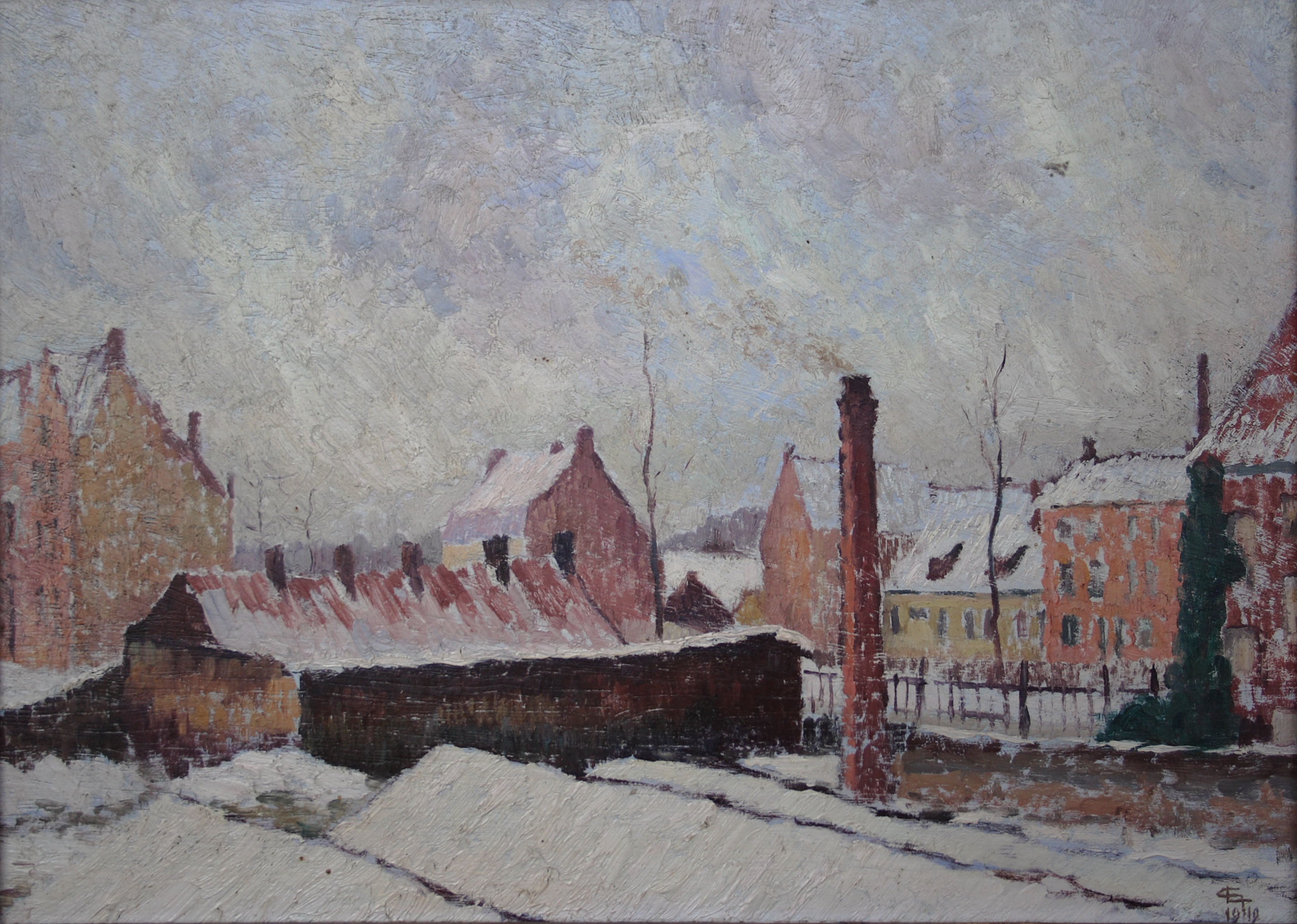
Neve a Bruges, 1919
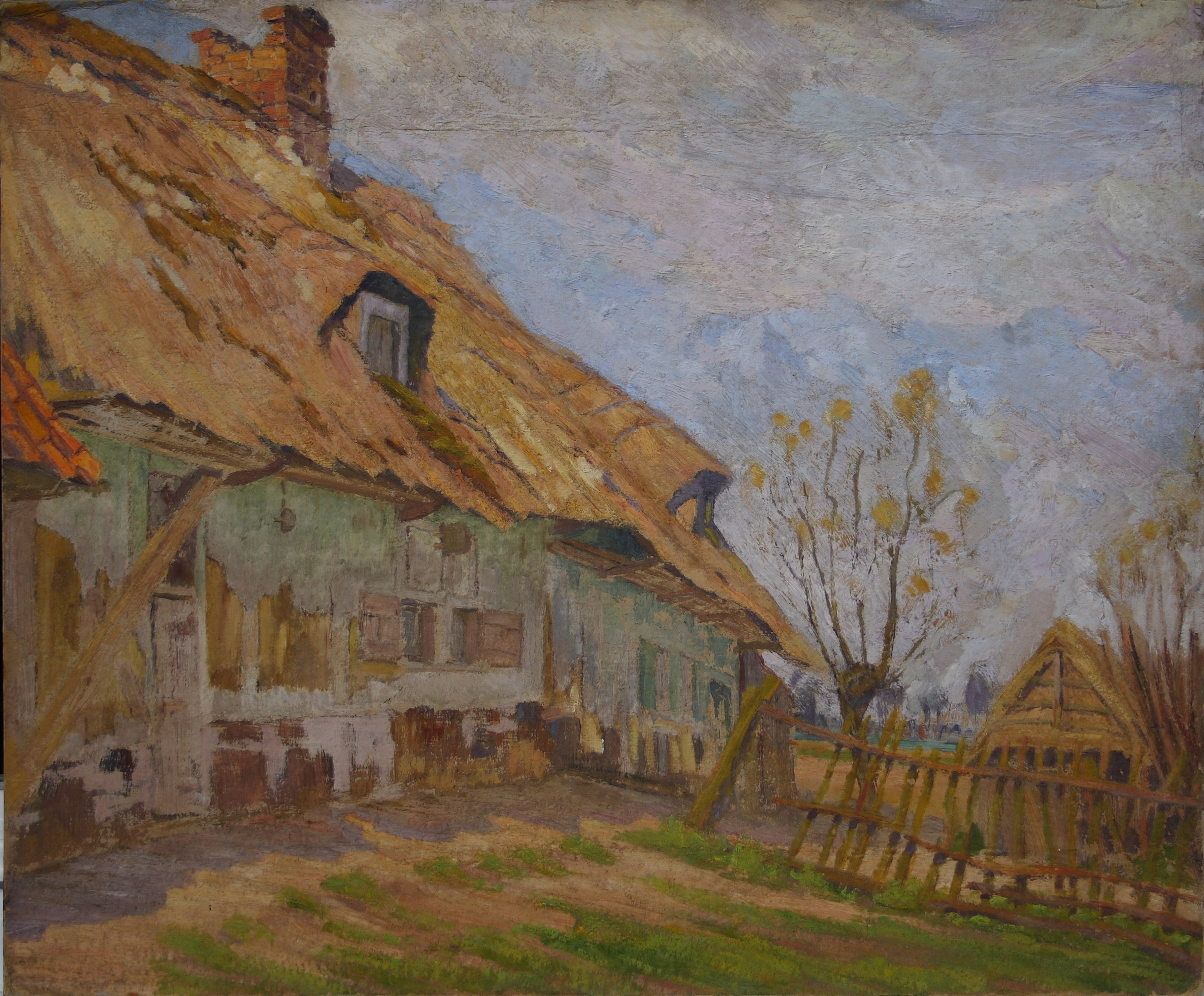
Una fattoria nelle Fiandre, 1907
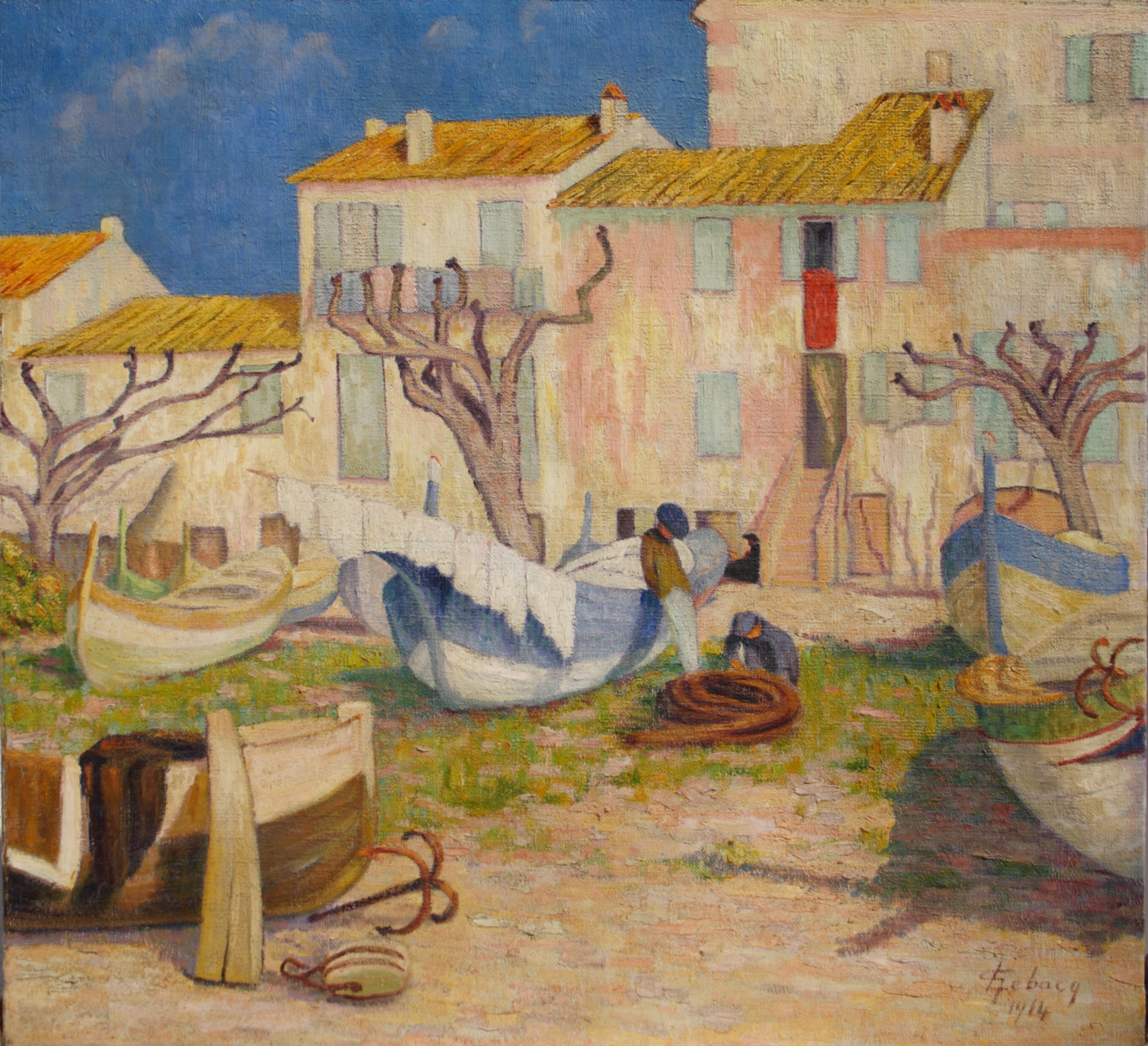
Cros-de-Cagnes, 1914
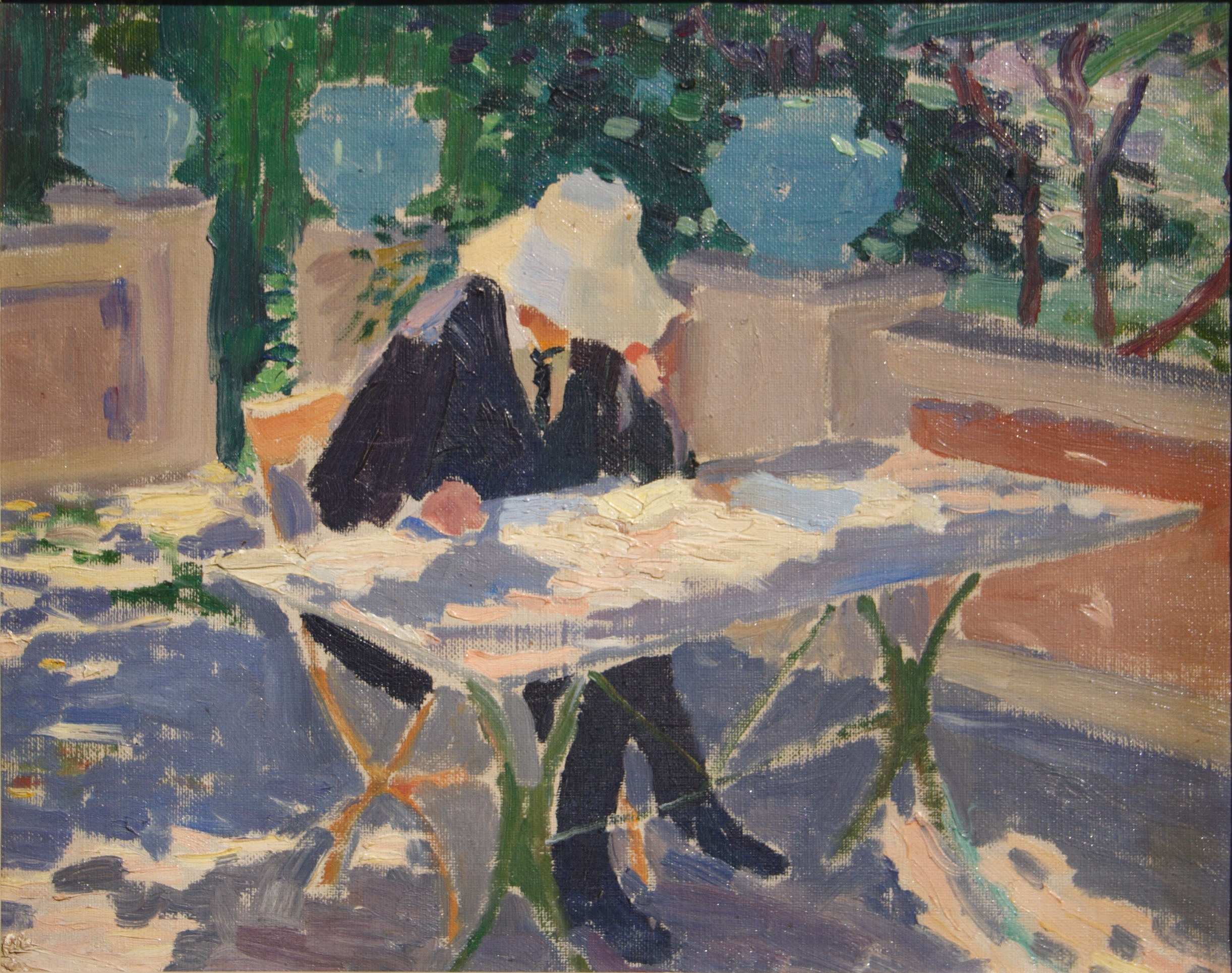
Luce d'estate a Cagnes-sur-Mer, 1918

### Il ritorno in Belgio e in Francia dopo la guerra
- La Maison bombardée 1917 - (La casa bombardata)
- Front de l'Yser 1917 - (Il fronte dell'Yser)
- Ruines à Reninghe 1917 - (Rovine a Reninghe)
- L'inondation, La Seine à Vaux le Pénil - (L'inondazione, La Senna a Vaux le Pénil)
- Le Chemin de la Mare des Champs - (Il sentiero dello stagno dei campi)
- Saint Liesne - (Saint Liesne)
- Coin de Parc - (Angolo di parco)
- La rue Couvet à Vaux le Pénil - (La via Couvet a Vaux le Pénil)
- Soir - (Sera)

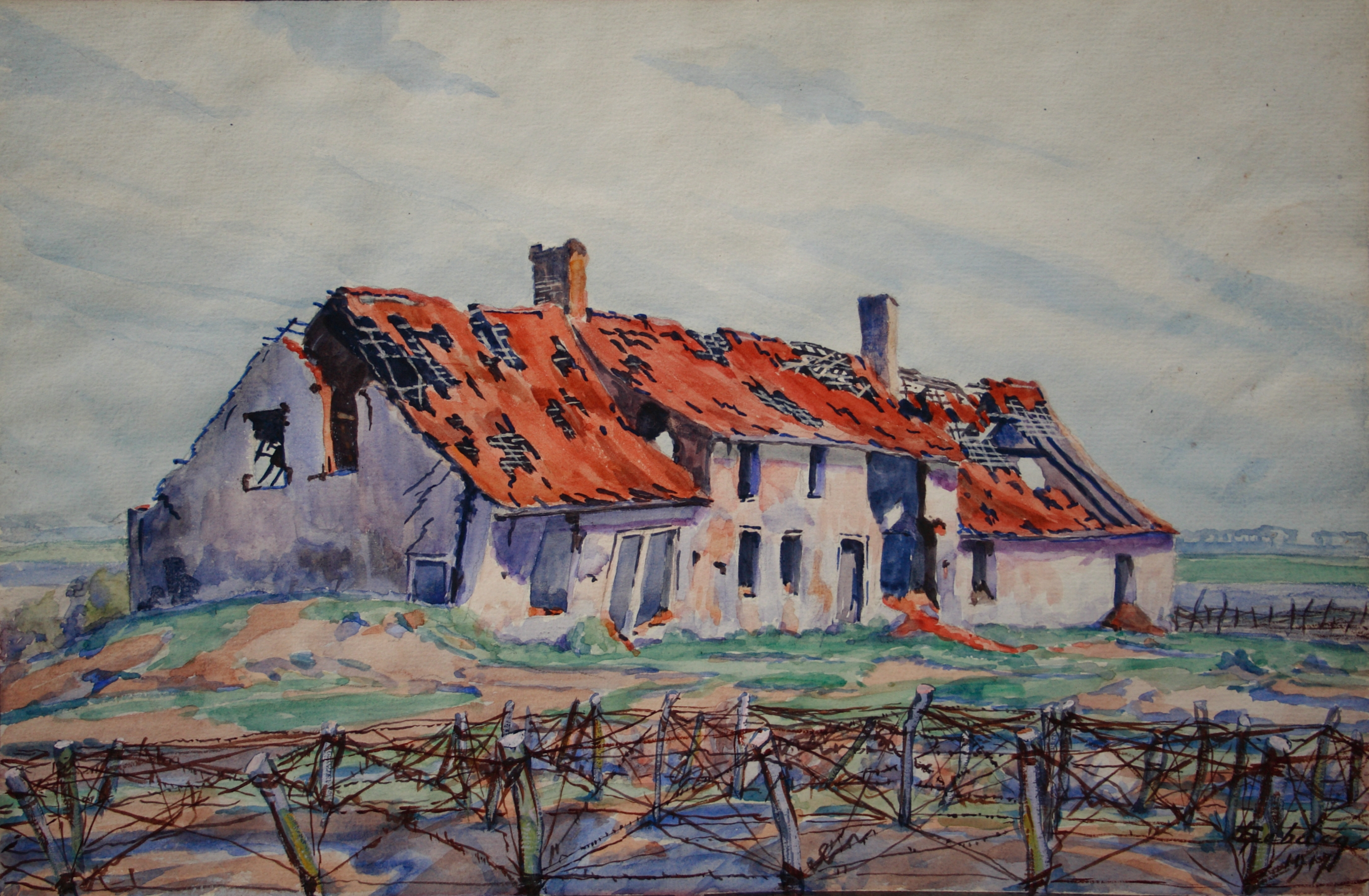
La casa bombardata, 1917
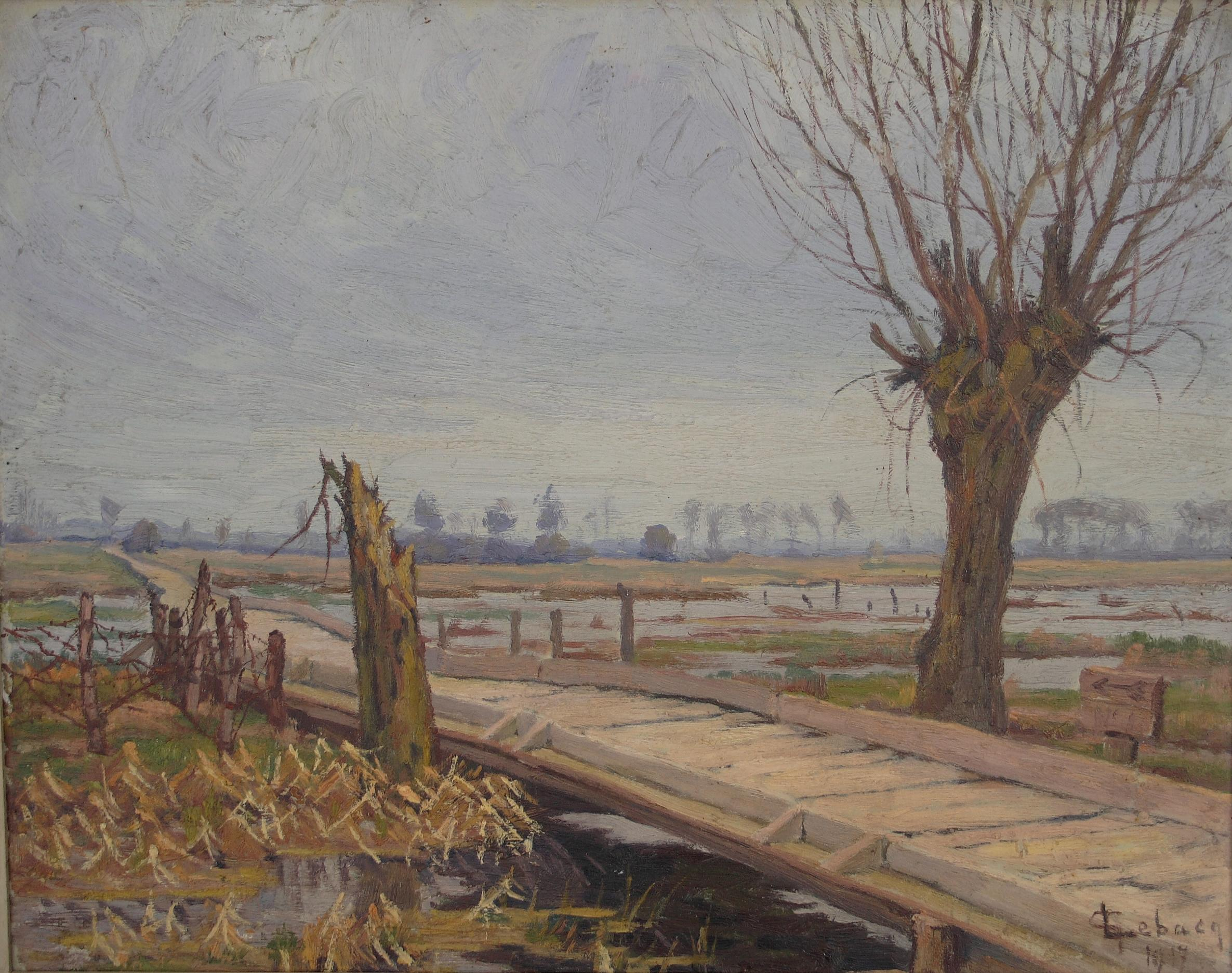
Fronte de l'Yser, 1917
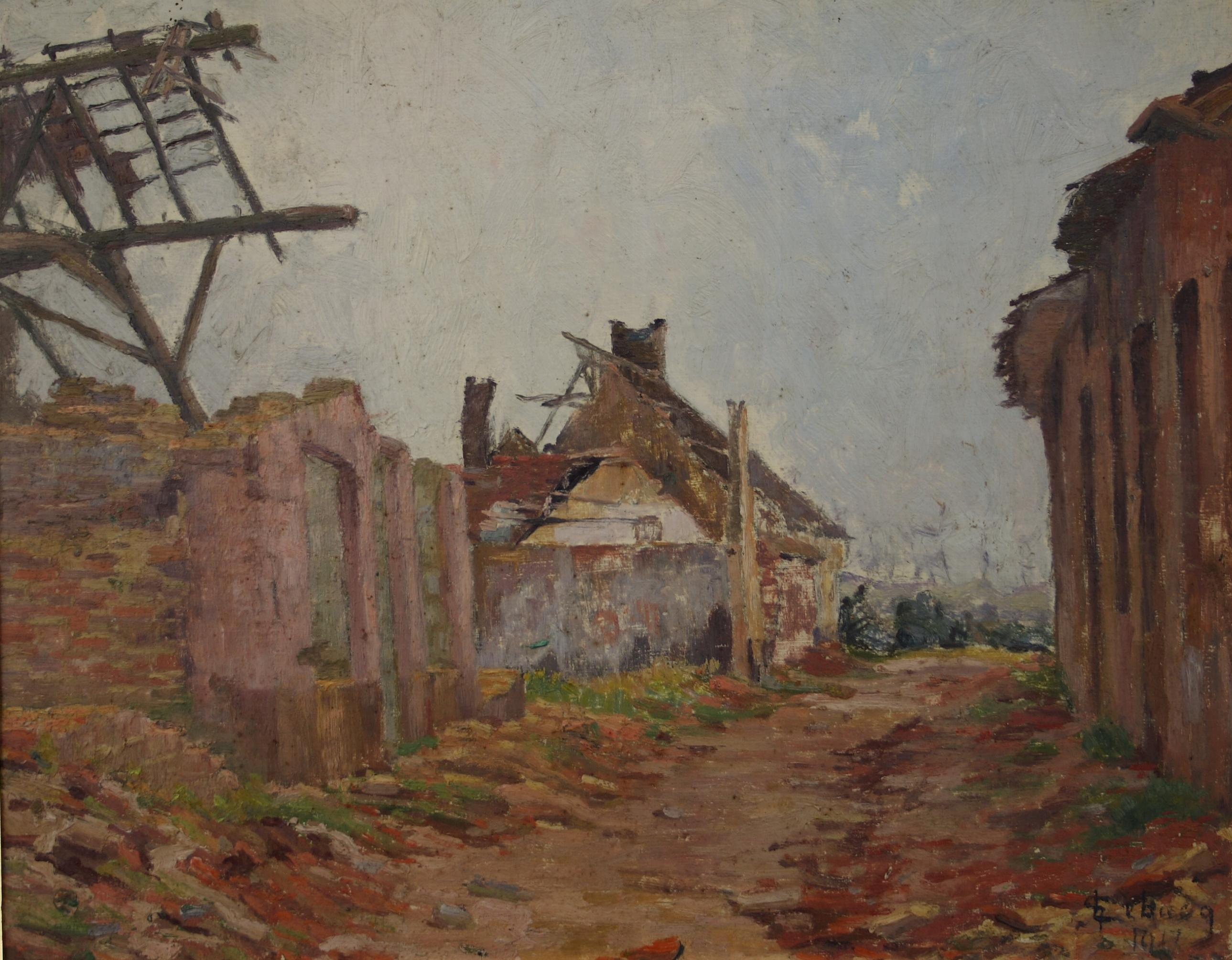
Rovine a Reninghe, 1917
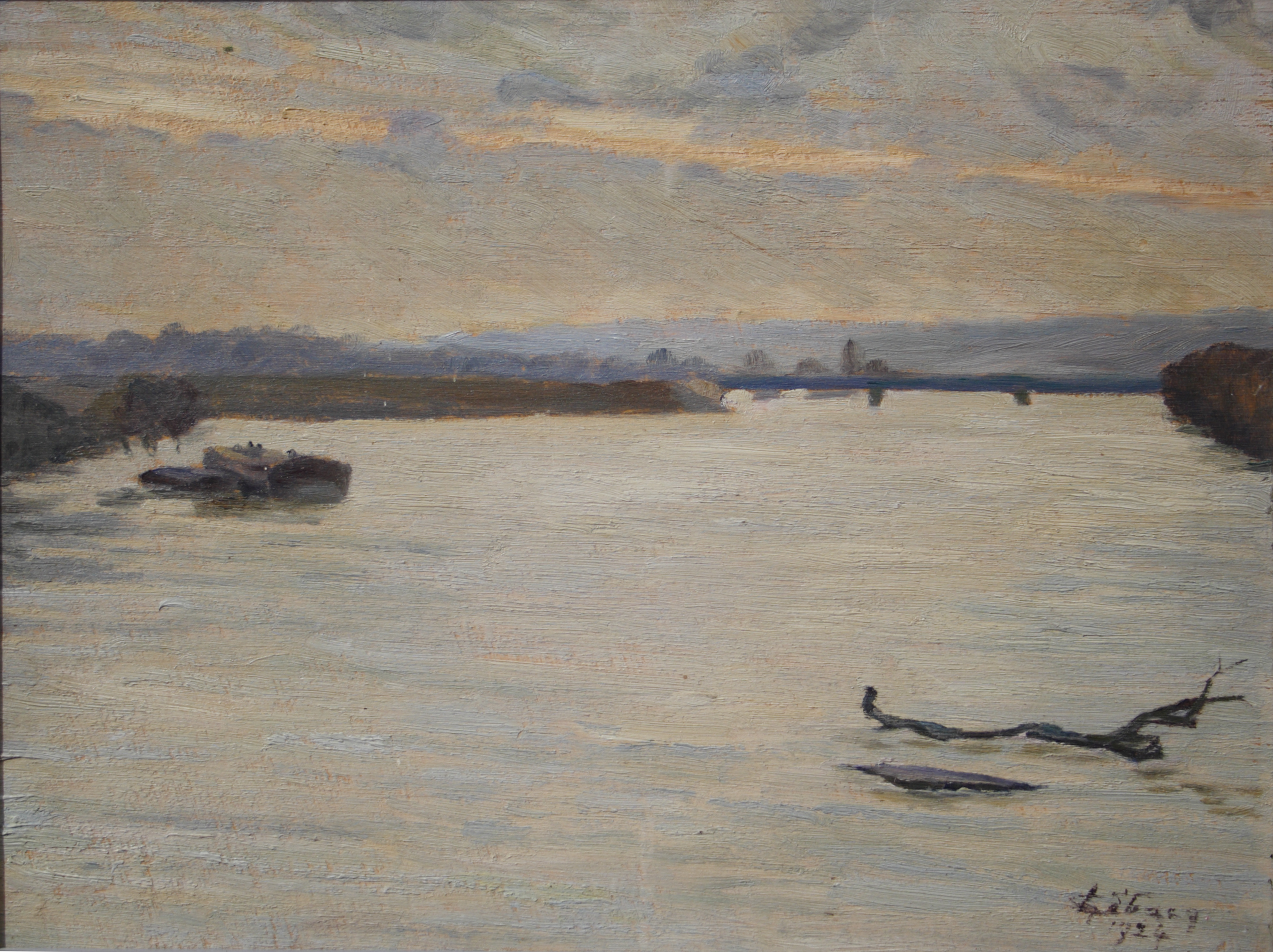
Inondazione - La Senna a Vaux-le-Pénil, 1924

### Soggiorni diversi in Francia
A Chamant (Oise), Saint-Jacut-de-la-Mer (Bretagna), Gourdon (Lot).
- Abandon - (Abbandono)
- La Meule, Temps Gris à Chamant - (Il covone, Tempo grigio a Chamant)
- Rue - (Strada)
- La Mare Forêt d'Halatte - (Lo stagno nella Foresta di Halatte)
- A la Corne du Parc, Soir à Chamant - (Alla Corne du Parc, Sera a Chamant)
- Meules au soleil - (Covoni al sole)
- Conte de Fées, Forêt d'Halatte - (Racconto di fate, La foresta di Halatte)
- Route à Balagny - (Strada a Balagny)
- Le Miroir d'eau - (Lo specchio d'acqua)
- Silence - (Silenzio)
- Poème d'Automne dans le Parc du Château d'Ognon - (Poesia d'autunno nel parco del Castello di Ognon)
- Effet de Neige - (Effetto di neve)
- Le Braconnier - (Il bracconiere)
- Place de Saint Frambourg - (Piazza di Saint Frambourg)
- La Rue de la Tonnellerie - (Via della Tonnellerie)
- Escalier dans le parc d'Ognon - (Scalinata nel parco di Ognon)
- Meules et chemin à Chamant - (Covoni e sentiero a Chamant)
- Escalier dans le jardin d'Ognon - (Scala nel giardino di Ognon)
- Pointe de la Goule aux Fées - (La punta della Goule aux Fées)
- Vaguelettes, Saint Jacut - (Piccole onde, Saint Jacut)
- Le Port de Saint Jacut - (Il porto di Saint Jacut)
- Les Ebiens, Saint Jacut - (Gli Ebiens, Saint Jacut)
- Chemin à Carennac - (Sentiero a Carennac)
- Le Cloître - (Il chiostro)
- Le Pont de Carennac - (Il ponte di Carennac)
- Le Vieil escalier - (La vecchia scala)
- L'Hôte invisible - (L'ospite invisibile)
- Dordogne, Vue sur Castelnau Bretenoux - (Dordogna, Vista su Castelnau Bretenoux)
- Une Rue à Gourdon - (Una strada a Gourdon)
- Décoration de la Basilique de Rocamadour - (Decorazione della Basilica di Rocamadour)
- Vitraux de l'Église de Creysse - (Vetrata della chiesa di Creysse)
- Vitrail du Maître-Autel de l'Église de Goudou: "La décollation de Saint Jean le Baptiste" - (Vetrata dell'Altare Maggiore della chiesa di Goudou: Decapitazione di S. Giovanni Battista)
- Vitrail du Maître-Autel de l'Église de Mayrac: "Saint Martin partageant son manteau" - (Vetrata dell'Altare Maggiore della chiesa di Mayrac: S. Martino spartisce il suo mantello)

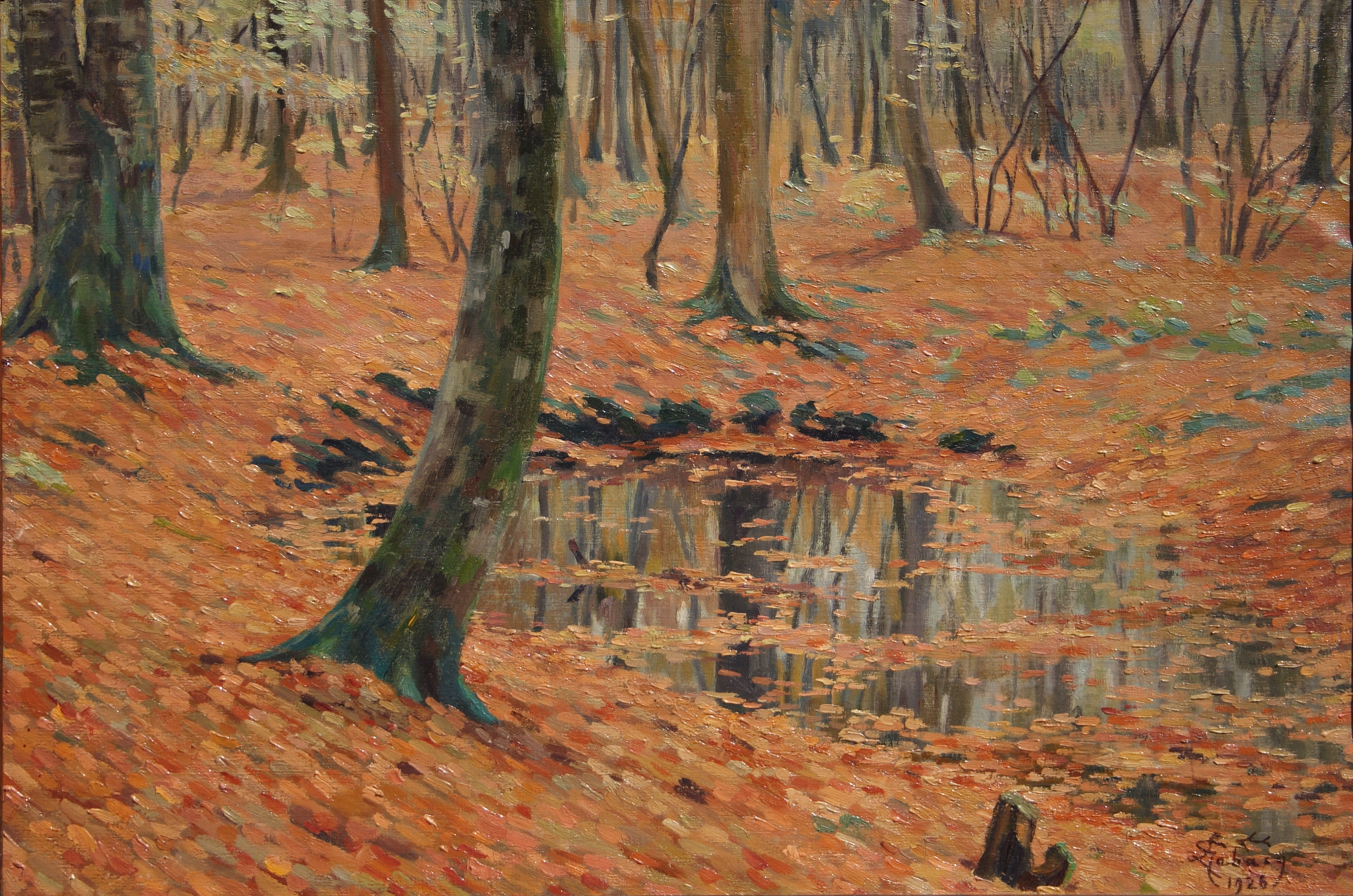
Lo stagno, 1926
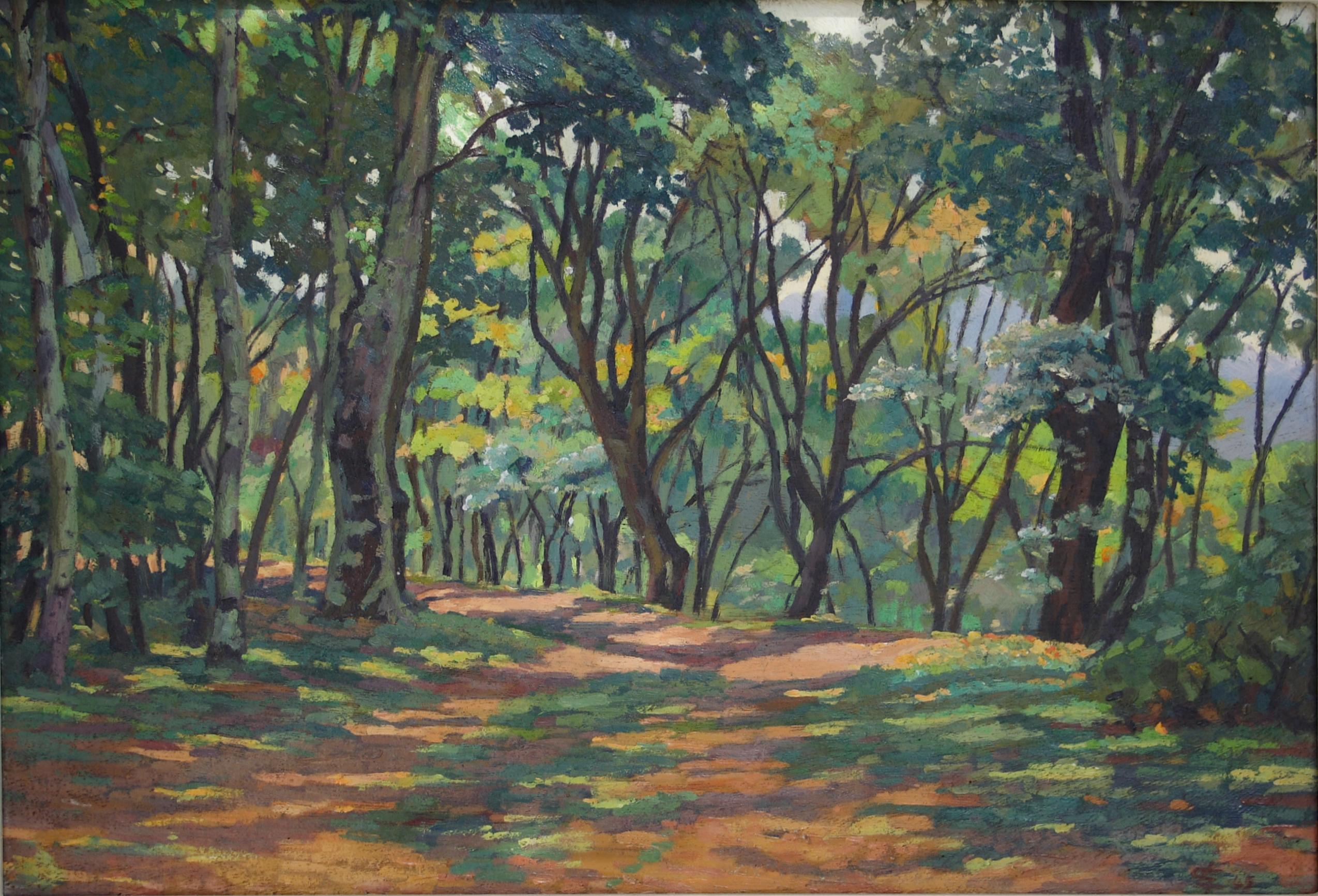
Bosco, 1945
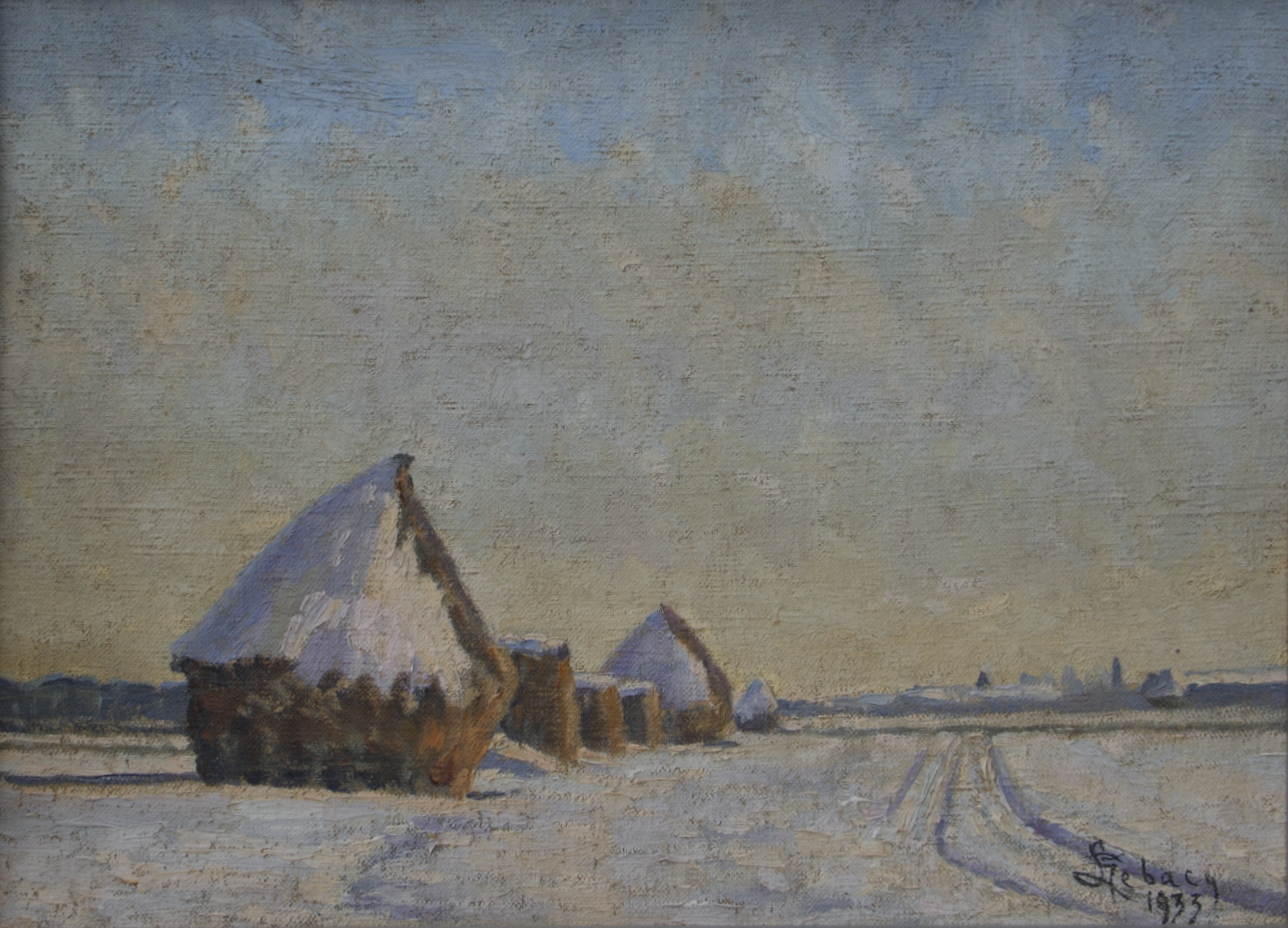
Covoni di fieno a Chamant d'inverno, 1928
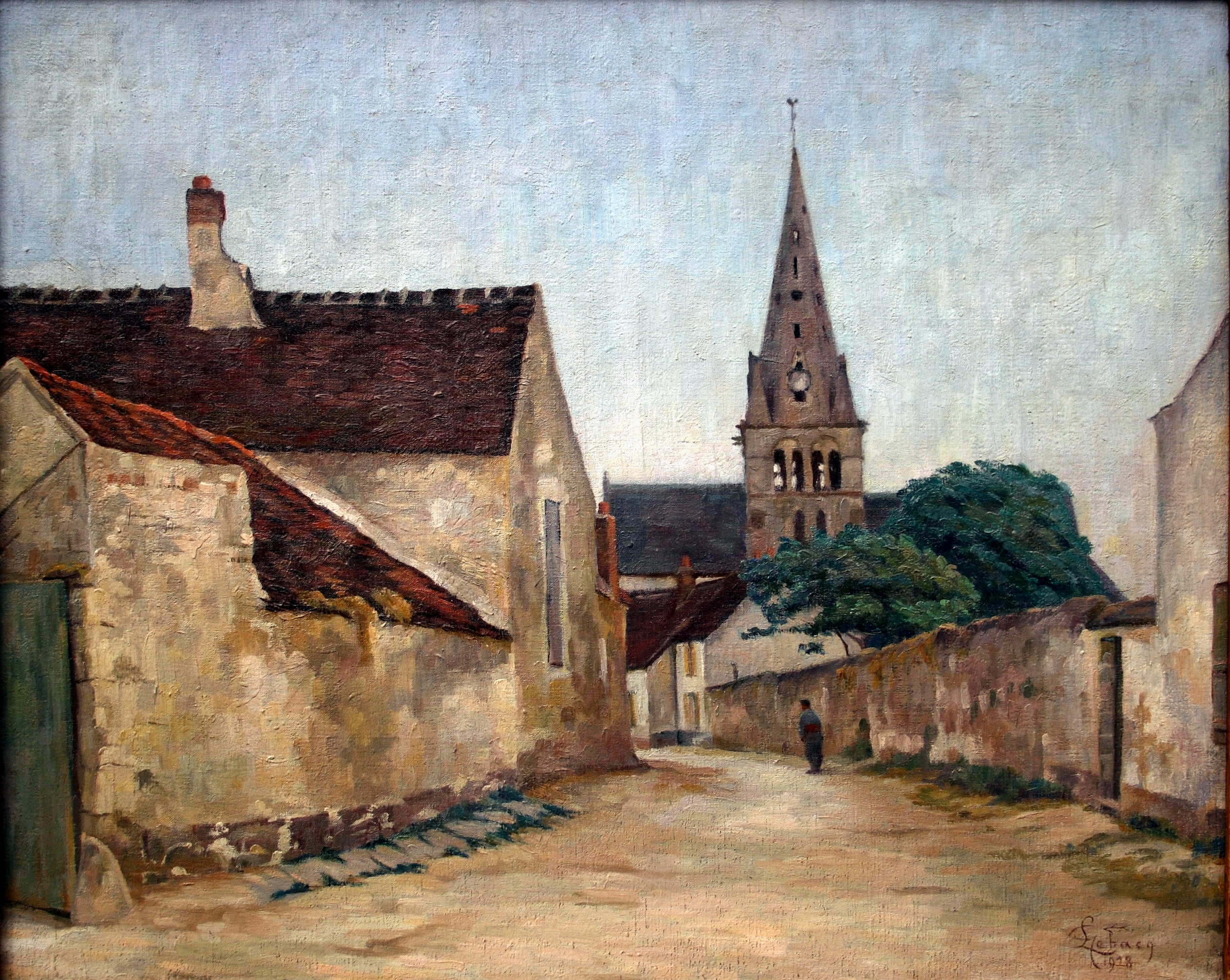
Sera a Chamant, 1928

### Ritratti e Nature Morte
- La Théière bleue - (La teiera blu)
- Cuivre et Pommes - (Pentole di rame e mele)
- La Théière Noire - (La teiera nera)
- Le Monstre - (Il mostro)
- La Nappe à carreaux - (La tovaglia a quadri)
- Pâtissons - (Pasticcini di zucca)
- Courges et Aubergines - (Zucche e melanzane)
- Pommes - (Mele)
- Deux Pommes - (Due mele)
- La Pie morte - (La gazza morta)
- La Belle Pêche - (La bella pesca)
- Le Confiturier ancien - (Il vecchio fabbricante di marmellate)
- Fruits - (Frutta)
- Pommes et Fèves - (Mele e fave)
- Le Portrait Bleu - (Il ritratto blu)
- Portrait (Studio) - (Ritratto)
- Portrait de M.M. - (Ritratto di M.M.)
- Autoportrait - (Autoritratto)
- Autoportrait dans son atelier - (Autoritratto nel suo atelier)
- Portrait de Mme Georges Lebacq - (Ritratto della signora Lebacq, moglie dell'artista)
- Portrait de Mlle Lebacq - (Ritratto della signorina Henriette Lebacq, figlia dell'artista)
- Portrait de Georges Lebacq - (Ritratto di Georges Lebacq, figlio dell'artista)
- Portrait d'Henri Lebacq - (Ritratto di Henri Lebacq, figlio dell'artista)
- Portrait du Peintre - (Ritratto del pittore)

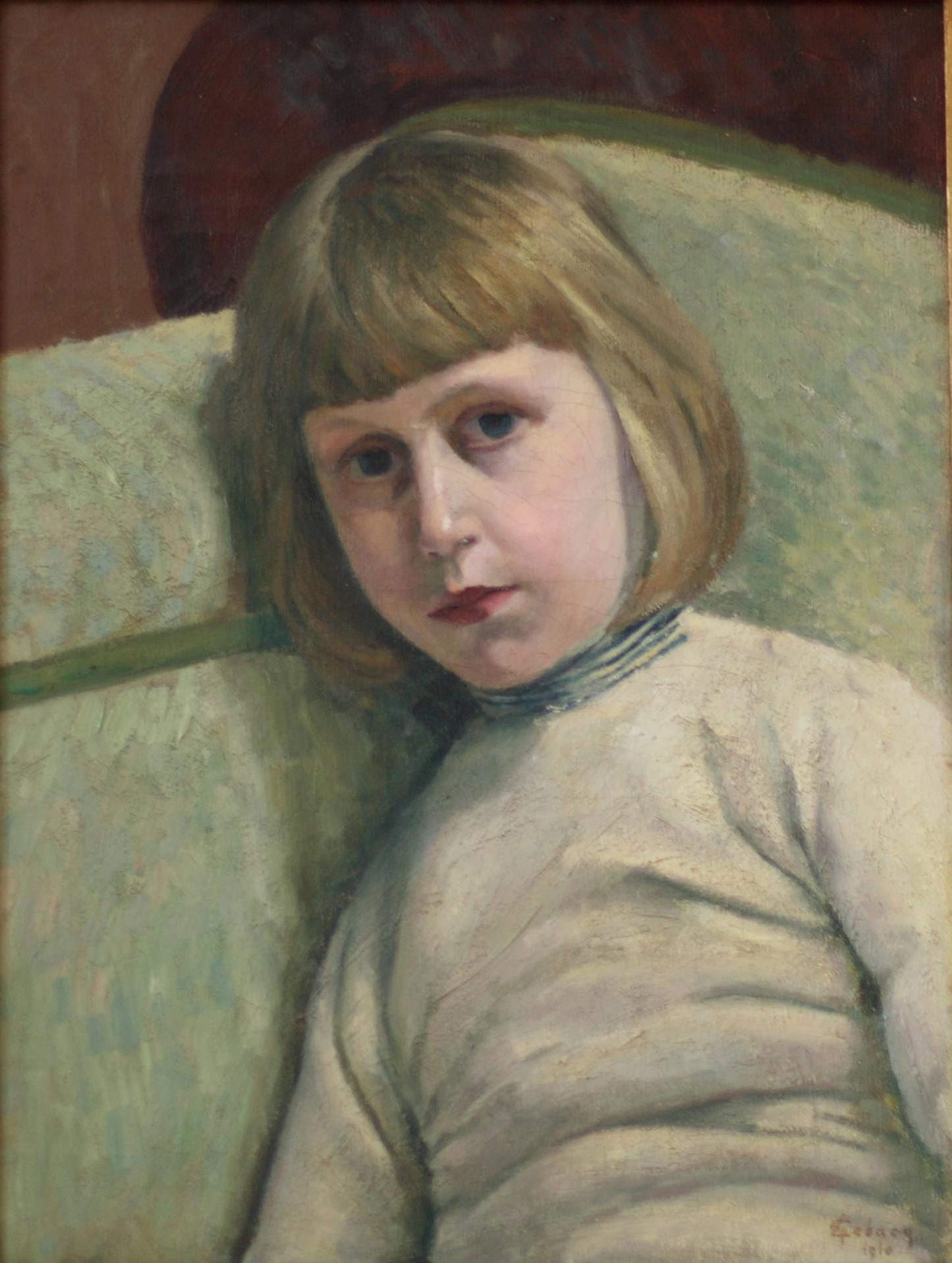
Georges Lebacq, figlio dell'artista, 1910
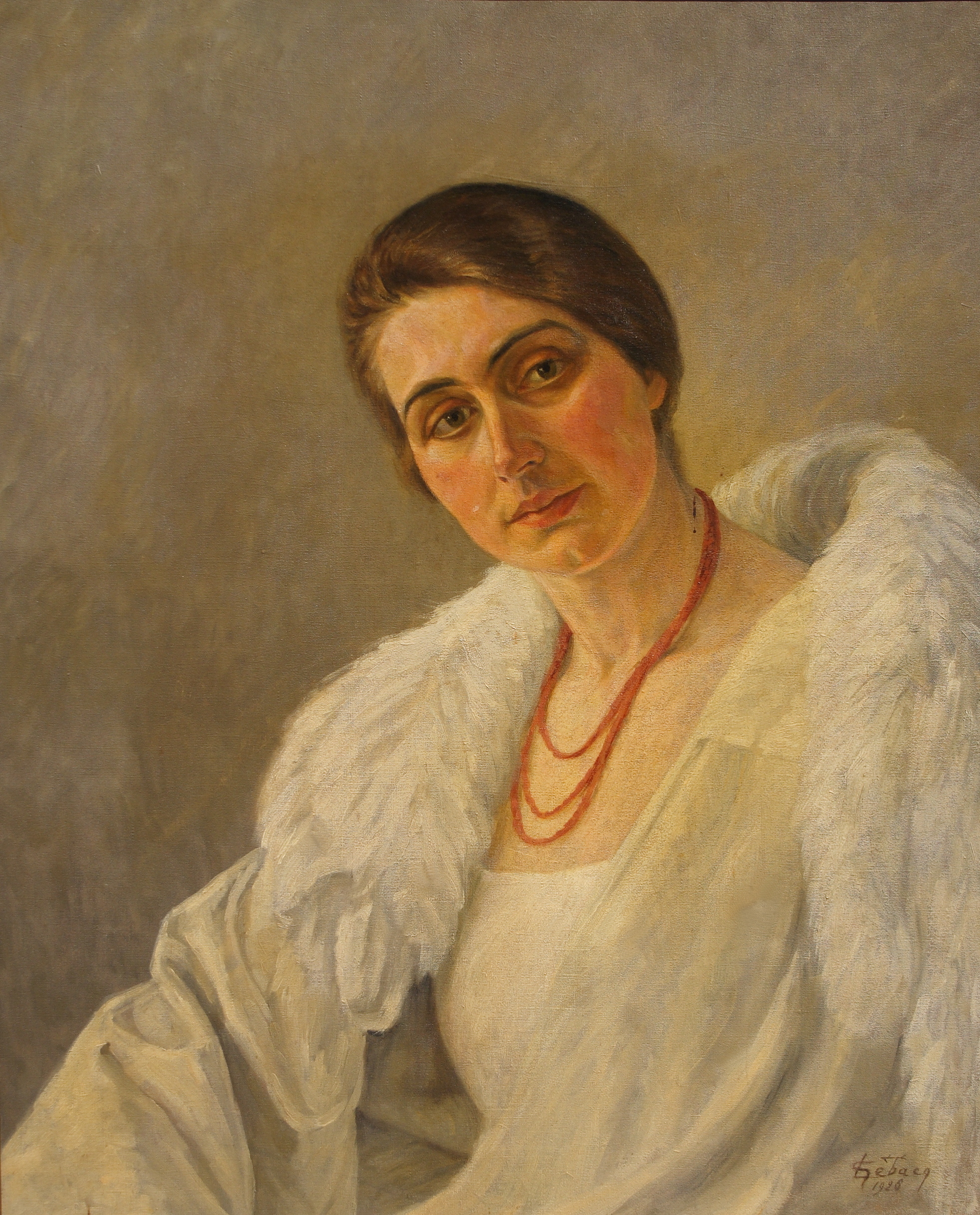
M.lle H. Lebacq, 1926
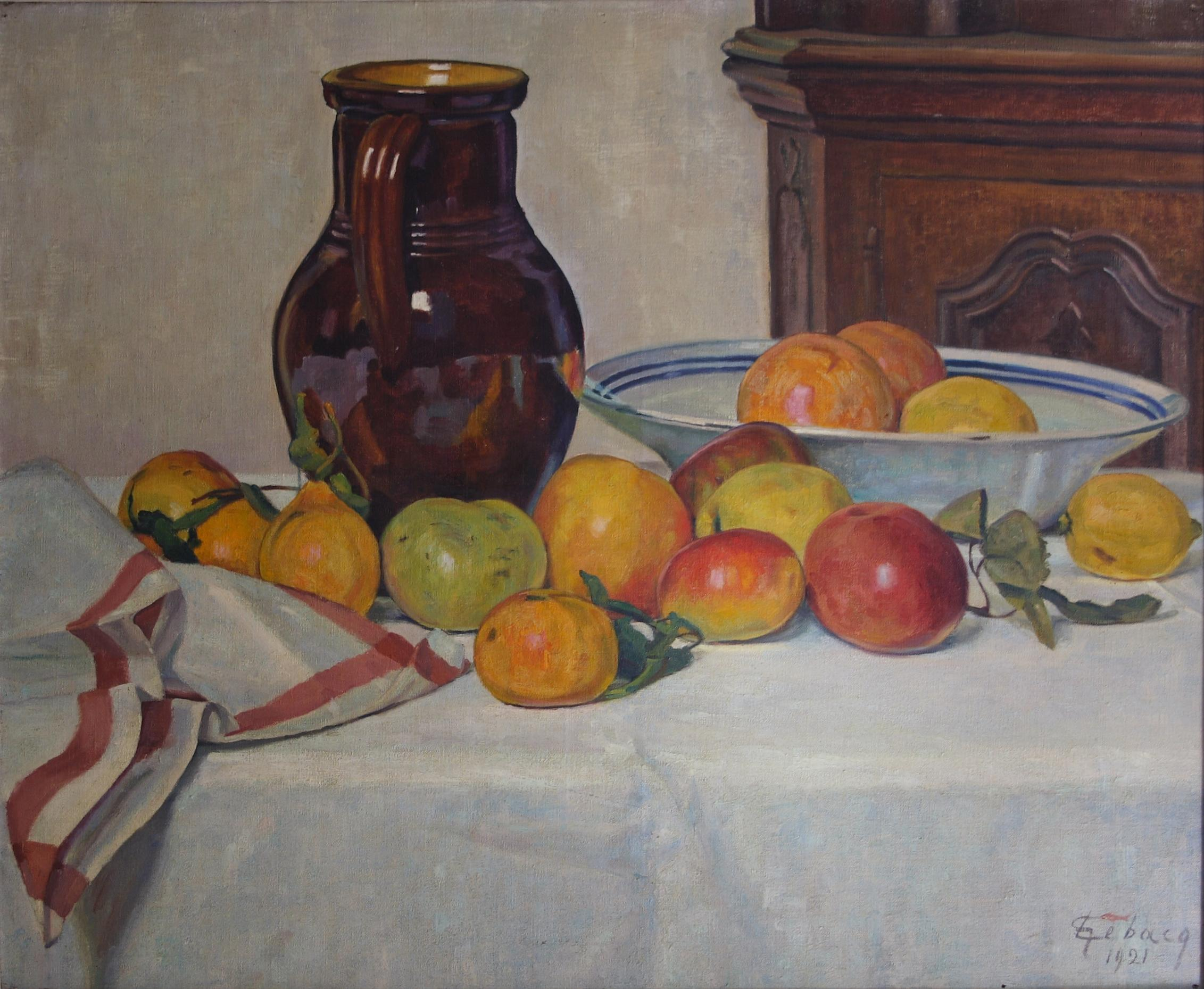
Frutta, 1921
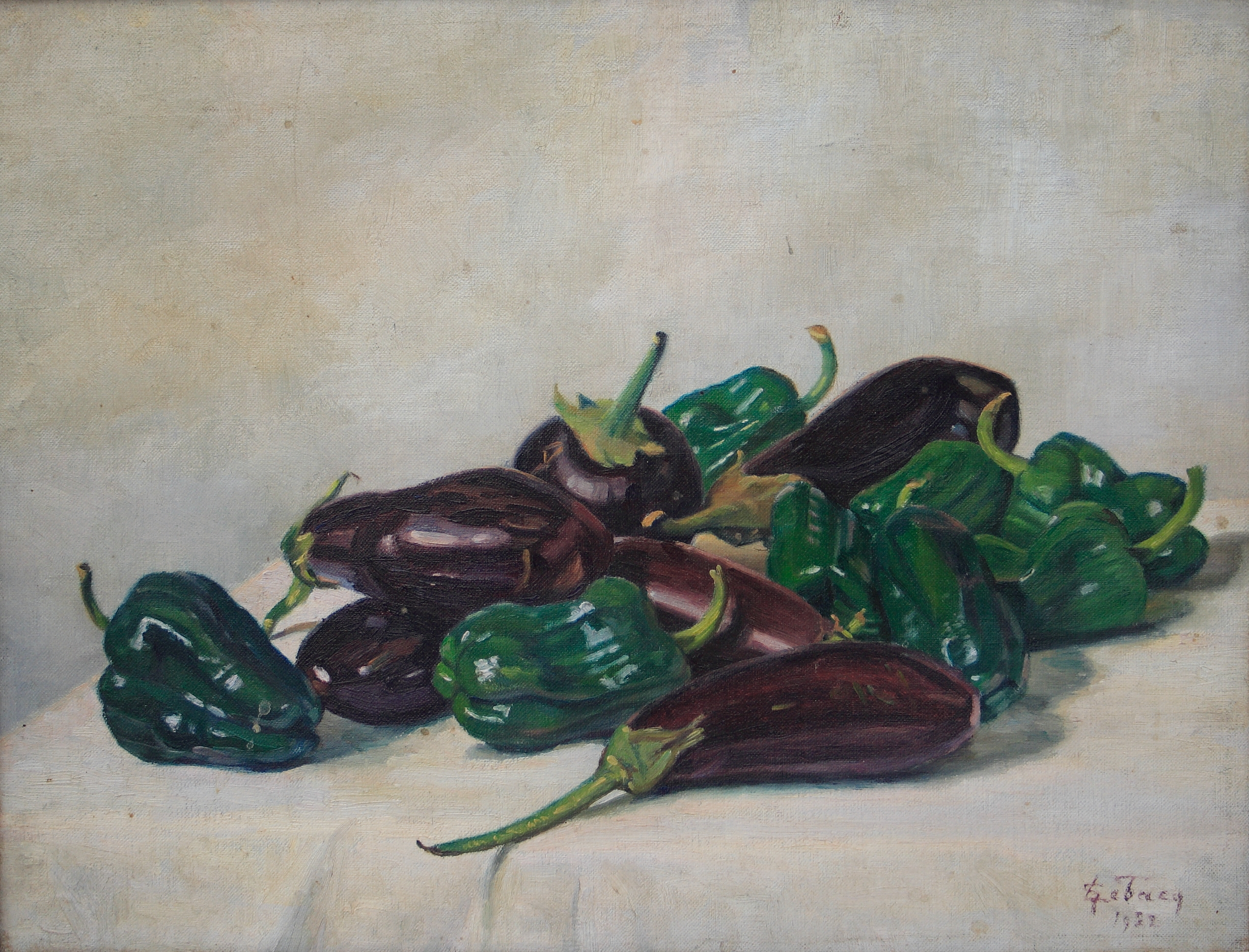
Peperoni e melanzane, 1922

### Opere varie
- Illustrazione dei "Contes à la Nichée" di Hubert Stiernet, 1909
- Illustrazione dei "Petits Contes en sabot" di Louis Delattre, 1923
- Illustrazione del testo "Sur la Route de Jérusalem" di Clément Teulières, 1934
- Vetrata dell'Altare Maggiore della cappella di San Lazzaro nell'Ospedale di Senlis (Oise) : La risurrezione di Lazzaro
- Affresco allegorico: "I Fiumi" per l'Esposizione Internazionale di Parigi del 1937.

## Mostre
- Salon de l'Association des Beaux-Arts de Cannes - 1911
- Salon Triennal (Bruxelles) - 1914
- Galerie du Journal (Parigi) - 1923
- Salon des Artistes Français, ogni anno nel periodo 1920-1935
- Galerie d'art (Bruxelles) - 1928
- Retrospettiva, Galerie Véronèse (Parigi) - 1955
- Retrospettiva, Museo di Belle arti di Mons, (Belgio) - 1957
- Retrospettiva, Centro d'arte dell'antica sinagoga, La Ferté sous Jouarre (Île-de-France), dal 18/9 all'8/11 2009.
- "C'était t'en souviens-tu... à Cagnes", Cagnes-sur-Mer - Château-musée Grimaldi, dal 25/6 al 5/9 2011.

## Note

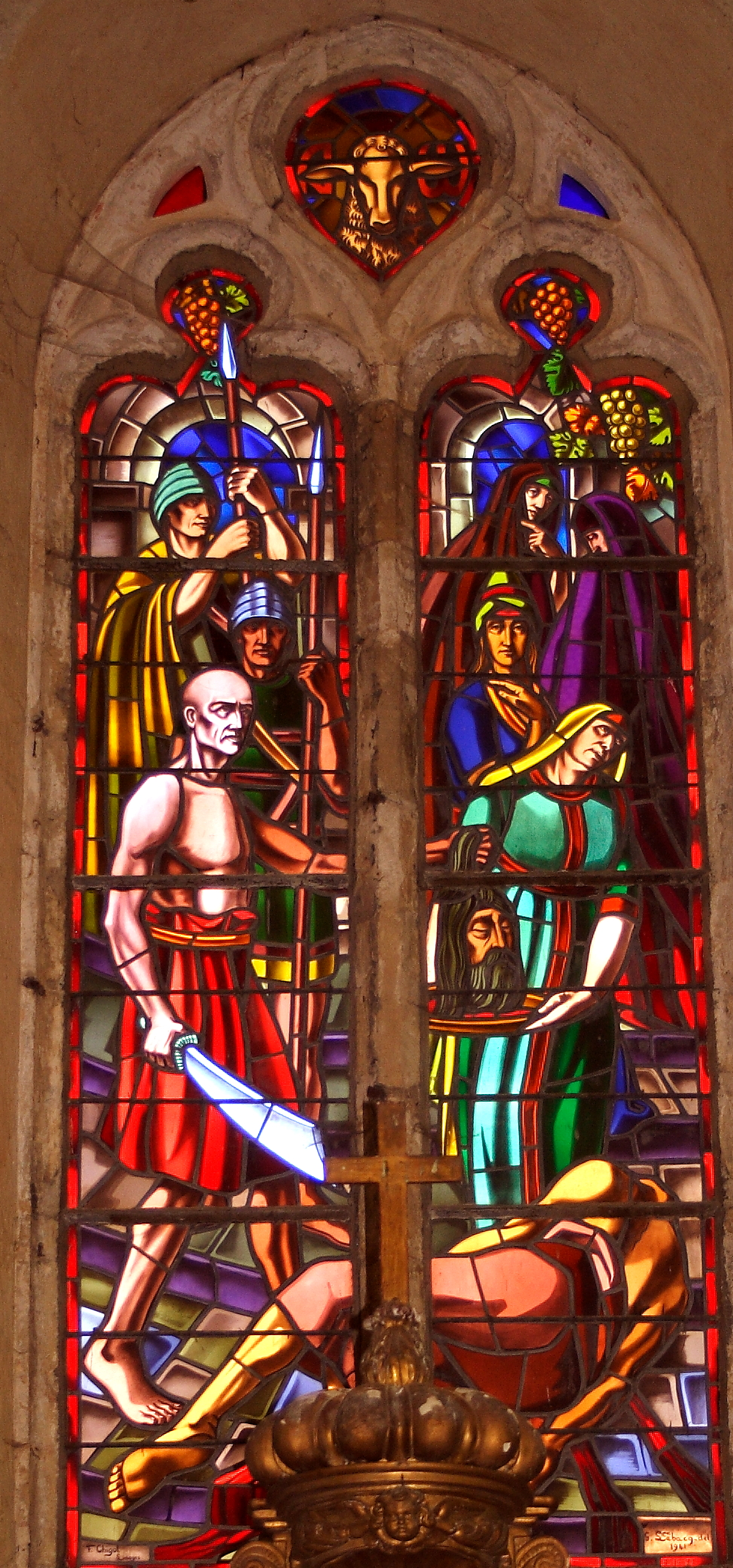
Decapitazione di San Giovanni Battista